# Trevor Edwards
Trevor Edwards (24. ledna 1937, Rhondda – 30. května 2024, Queensland) byl velšský fotbalista, obránce.

## Fotbalová kariéra
Na klubové úrovni hrál v Anglii za Charlton Athletic FC a Cardiff City FC. V anglické lize nastoupil ve 33 utkáních a dal 2 góly. V roce 1964 emigroval do Austrálie a hrál za Hakoah Sydney City East FC, Parramatta FC a Marconi Stallions FC. Za reprezentaci Walesu nastoupil v roce 1958 ve 2 utkáních. Byl členem velšské reprezentace na Mistrovství světa ve fotbale 1958, ale v utkání nenastoupil.

## Ligová bilance
| Ročník                                    | Zápasy | Góly | Klub                 |
| ----------------------------------------- | ------ | ---- | -------------------- |
| Football League First Division 1956/1957  | 12     | 0    | Charlton Athletic FC |
| Football League Second Division 1957/1958 | 21     | 0    | Charlton Athletic FC |
| Football League Second Division 1958/1959 | 15     | 0    | Charlton Athletic FC |
| Football League Second Division 1959/1960 | 16     | 0    | Charlton Athletic FC |
| Football League First Division 1960/1961  | 14     | 2    | Cardiff City FC      |
| Football League First Division 1961/1962  | 7      | 0    | Cardiff City FC      |
| Football League Second Division 1962/1963 | 22     | 1    | Cardiff City FC      |
| Football League Second Division 1963/1964 | 14     | 0    | Cardiff City FC      |
| CELKEM Football League First Division     | 33     | 2    |                      |